# Nyamaganya
Nyamaganya är ett vattendrag i Burundi.   Det ligger i provinsen Muyinga, i den centrala delen av landet, 100 km öster om huvudstaden Bujumbura.
Omgivningarna runt Nyamaganya är en mosaik av jordbruksmark och naturlig växtlighet. Runt Nyamaganya är det ganska tätbefolkat, med 179 invånare per kvadratkilometer.